# Моріс Гуффле
Моріс Гуффле (фр. Maurice Gufflet, 15 серпня 1863 — 22 квітня 1915) — французький яхтсмен.
Срібний призер Олімпійських Ігор 1900 року в другому запливі в класі 3—10 тонн, бронзовий призер 1900 року в першому запливі в класі 3—10 тонн. Брат Робера Гуффле.